# Милош Станковић
Милош Станковић (Власотинце, 22. јул 1992) српски је фудбалер који тренутно наступа за Дубочицу. Игра на позицији везног играча.